# Earth Explorer
Pour les missions de l'Agence spatiale européenne, voir Programme Living Planet.
Earth Explorer était un parc à thèmes couvert et un musée scientifique situé à côté du Fort Napoléon à Ostende, en Belgique. Le parc traite des quatre éléments naturels que sont la terre, l'eau, le feu et l'air. Il a reçu 80 000 visiteurs en 2010.

## Histoire
Le projet d'Earth Explorer revient au premier astronaute belge, Dirk Frimout, qui participe, en 1992, au vol spatial STS-Atlantis 45 dans le cadre du programme de la NASA « Mission : Planète Terre ». Son objectif est de familiariser le public avec les forces des quatre éléments naturels. Le 13 janvier 2004 est lancé le projet Earth Explorer. Lors de la conférence de presse donnée à cette occasion, Dirk Frimout, le Ministre flamand du Tourisme Renaat Landuyt et des représentants des autres partenaires présentent le nouveau parc d'attractions scientifiques au public. Pour sa conception, le parc à thème choisit de collaborer avec Reggie Saeys, géologue et responsable scientifique d'Earth Explorer. Celui-ci travaille en collaboration avec la Fondation Dirk Frimout. La société P&P Projects d'Eindhoven signe la réalisation des attractions.
En 2007 et à la suite de problèmes de fréquentation, le parc réduit ses jours d'ouverture à une période d'avril à août. Jusqu'alors, il était ouvert toute l'année. Pour relever la courbe de fréquentation, des investissements ont été effectués tels Apollo 3 000 et un sismographe.
En juin 2013, le parc, qui appartenait à Merlin Entertainments, est revendu au groupe allemand Blueprint Entertainment.

## Présentation
Earth Explorer a pour but de permettre au public de comprendre le fonctionnement de la terre. Grâce à plus de 50 activités interactives, le visiteur peut découvrir et expérimenter par lui-même les forces et les processus de phénomènes naturels. Le bâtiment présente quatre Explorer zones qui sont des espaces spécifiques à chaque élément : un pour la terre, l'eau, le feu et l'air.
- Zone terre : celle-ci s'articule surtout autour des tremblements de terre, à l'image de son attraction principale : Richter 7. Il s'agit d'un petit walkthrough simulant un tremblement de terre. Le phénomène des plaques tectoniques est également expliqué dans cette zone.
- Zone eau : dans cette section sont traités entre autres le mouvement des océans, la calotte glaciaire des pôles, le cycle de l'eau, le tsunami, l'acqua alta et la montée des eaux à Venise. The Abyss, l'attraction principale est un cinéma dont le film met en scène la plongée d'un sous-marin en eaux profondes.
- Zone feu : le promeneur découvre comment fonctionnent l'éruption volcanique, la foudre, les météorites, les combustibles fossiles, la chaleur, les incendies. Volcano - The Ride, l'attraction principale est une barque scénique de Mack Rides. Les bateaux de six places effectuent une petite chute dans cette simulation du centre d'un volcan hawaïen, inspirée de la Kazumura Cave, une caverne d'une longueur de 60 kilomètres qui serpente dans le flanc est du volcan Kīlauea à 1 099 mètres d'altitude.
- Zone air : celle-ci s'articule surtout autour des cyclones tropicaux, vent, bulletin météo, rythme des saisons, etc. Twister, l'attraction principale est une simulation de tornade depuis un abri protecteur s'inspirant de la Tornado Alley : en 24 heures, les 3 et 4 avril 1974, 148 tornades ont été recensées dans le Midwest et dans le sud des États-Unis dans ce qui sera nommée le Super Outbreak. Les orages violents étant dû à la rencontre de la masse d'air chaud et humide venant du golfe du Mexique et le cisaillement des vents associé à un front froid actif venant de l'ouest.

Face à ces quatre zones, le public peut accéder à trois attractions. La première est "l'Espace Découverte" où des animateurs réalisent des expériences et des démonstrations face au public qui interagit pendant celles-ci. Ouverte en 2007, la Apollo 3 000 est une tour de chute de huit mètres de haut. Le scénario de cette attraction emmène les passagers dans un vol spatial vers la station spatiale internationale et plus loin dans le système solaire. Inauguré après Apollo 3 000, le parc – en collaboration avec l’Observatoire royal de Belgique – a installé un sismographe, appareil à l’aide duquel on mesure un tremblement de terre survenant n’importe où dans le monde. À cette fin, un puits de 300 m de profondeur a été foré. Toutes les observations de ce sismographe, unique en Flandre, sont consultables en temps réel sur grand écran.

## Galerie

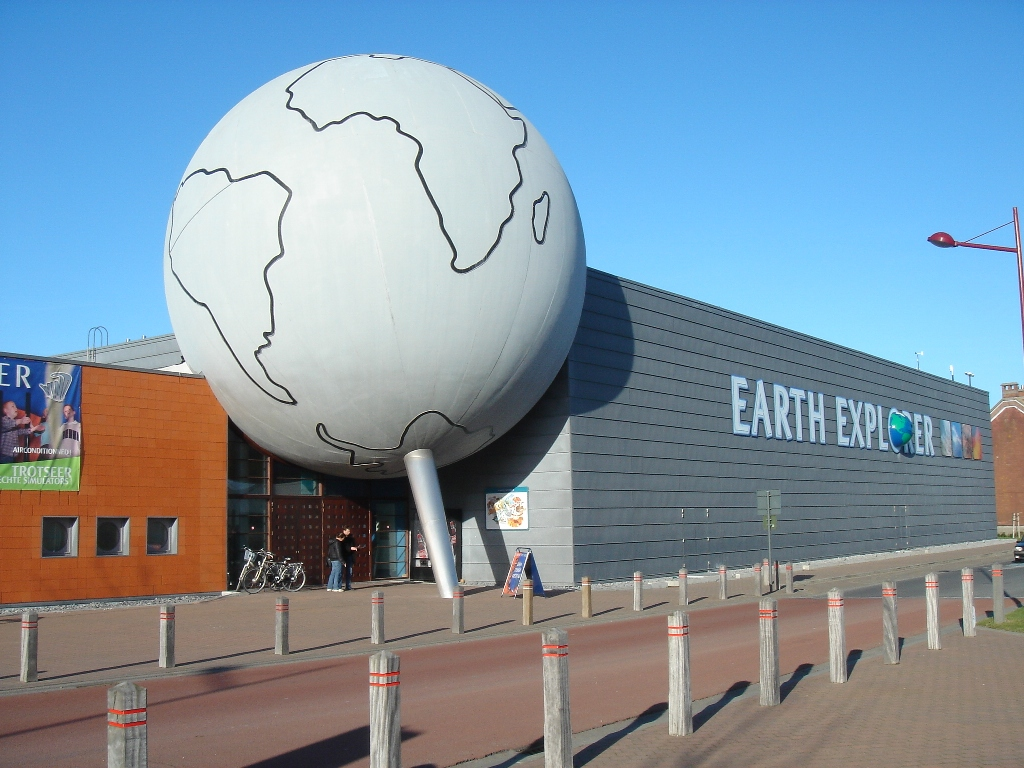
Entrée du parc
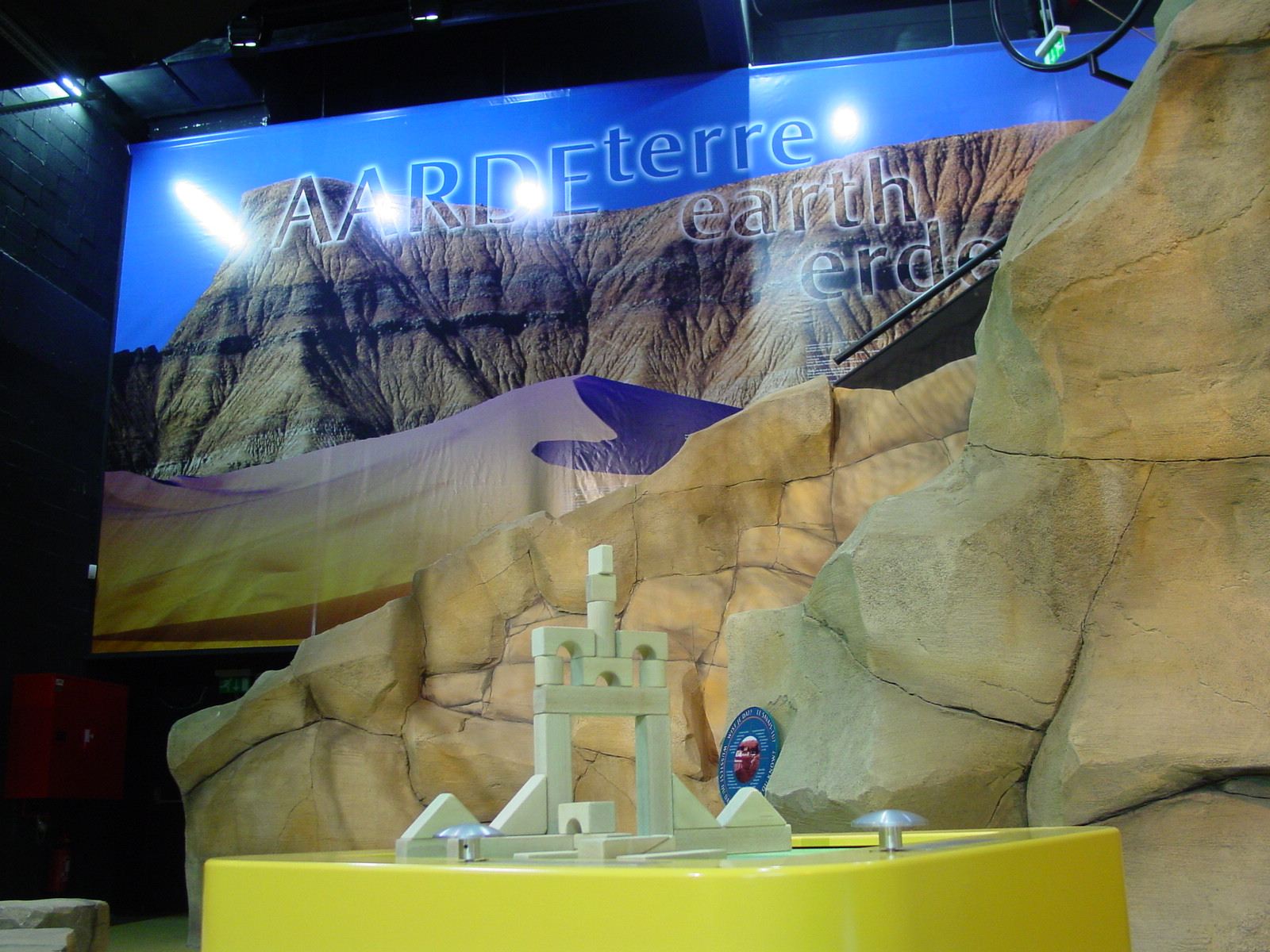
Expérimentation dans la zone terre.